# Victor Dominguez
Victor S. Dominguez (Sabangan, 3 mei 1935 - Quezon City, 8 februari 2008) was een Filipijns politicus. Dominguez was van 1987 tot 1998 en van 2004 tot zijn overlijden in 2008 lid van het Filipijns Huis van Afgevaardigden namens  het kiesdistrict Mountain Province.

## Biografie
Victor Dominguez werd geboren op 3 mei 1935 in Sabangan in de Filipijnse provincie Mountain Province. Zijn vader Alejandro Dominguez was burgemeester van zijn geboorteplaats. En ook zijn oudere broer was een lokaal politicus en burgemeester van Tadian. Victor Dominguez studeerde aan de St Louis University in Baguio en behaalde zijn een Bachelor of Science-diploma Civiele Techniek.
Hij was werkzaam aannemer en verkoper van zand en gravel. Na de nieuwe administratieve indeling van Mountain Province in 1966 werd Dominguez in april 1967 door president Ferdinand Marcos voor een periode van een half jaar benoemd tot vice-gouverneur van de nieuwe provincie. Van 1978 tot 1986 was Dominguez lid van het Batasang Pambansa (Filipijns parlement in het tweede deel van het bewind van Marcos) namens zijn geboorteprovincie. In 1987 werd hij voor de eerste maal gekozen tot afgevaardigde namens het kiesdistrict Mountain Province in het Filipijns Huis van Afgevaardigden. Na tweemaal te zijn herkozen eindigde zijn eerste termijn als afgevaardigde in 1998. Van 2004 tot aan zijn dood was hij nogmaals afgevaardigde van de provincie.
Dominguez overleed in 2008 op 72-jarige leeftijd in St. Luke's Medical Center aan de gevolgen van de hartaanval. Hij was getrouwd met Josephine de Castro en kreeg met haar vier kinderen. 